# Morehouse megye (Louisiana)
Morehouse megye az Amerikai Egyesült Államokban, azon belül Louisiana államban található. Megyeszékhelye és legnagyobb városa Bastrop. Lakosainak száma 25 629 fő (2020. április 1.). Morehouse megye Ashley, Union, Chicot, West Carroll, Richland, Ouachita és Union megyékkel határos.

## Népesség
A megye népességének változása:
| Lakosok száma | 27 888 | 27 491 | 27 430 | 27 057 | 26 395 | 25 629 |
|               | 2010   | 2011   | 2012   | 2013   | 2015   | 2020   |